# Agustín Rubio
Agustín Rubio (1856-1940) fue un violonchelista y compositor español. 

## Reseña biográfica
Fue alumno de los chelistas Victor Mirecki en Madrid y Robert Hausmann en Berlín. En este último país dio clases de música de cámara con Joseph Joachim. Formó parte de la fundación de la Sociedad de Música di Camera, junto a Arbós, Tragó y otros músicos. Desde 1890, Isaac Albéniz actuó con frecuencia junto a Rubio y Arbós, con quienes crea el Trío Ibérico.
Agustín Rubio viajó a Inglaterra y, finalmente, se afincó en Londres.